# Tratatul de la Baden
Tratatul de la Baden a fost tratatul ce a încheiat ostilitățile dintre Franța și Sfântul Imperiu Roman din cadrul Războiului de succesiune spaniol. A fost semnat pe 7 septembrie 1714 în Baden, Elveția, completând tratatele de la Utrecht și Rastatt. În tratatul de la Baden, termenii de pace dintre Franța și Sfântul Imperiu Roman au fost acceptați, astfel încheindu-se ultimul mare conflict din cadrul Războiului de succesiune spaniol.
A fost primul agrement internațional semnat pe teritoriul Elveției. Spre sfârșitul conferinței, semnatarii au încheiat în secret o uniune catolică care să intervină în favoarea cantoanelor catolice învinse în 1711 la Villmergen.

## Termenii
- Tratatul a permis Franței să-și păstreze Alsacia și Landau, Austriei revenindu-i malul estic al râului Rin (Breisgau).
- Principiilor electori de Bavaria și Köln le-au fost restituite teritoriile.
- Împăratul Carol al VI-lea a păstrat titlul de rege al Spaniei și a patrimoniului spaniol, care avea, de fapt, nici o valoare, deoarece în Spania, puterea a rămas regelui Filip al V-lea al Spaniei.